# Pere Aragonès i Garcia
Pere Aragonès i Garcia   (Pineda de Mar, 16 de novembre de 1982) és un polític català, 132è president de la Generalitat de Catalunya des del 24 de maig de 2021, encara que ja havia assumit el càrrec en funcions des del 30 de setembre de 2020, arran de la inhabilitació de Quim Torra, fins al 8 d'agost de 2024. Anteriorment, va ser vicepresident de la Generalitat de Catalunya i conseller d'Economia i Hisenda des del 19 de maig de 2018.
El 20 de novembre de 2020 es va confirmar que seria el candidat per Esquerra Republicana de Catalunya a la Presidència de la Generalitat a les Eleccions al Parlament de Catalunya de 2021, uns comicis en què el partit va aconseguir 33 diputats. Finalment, a la sessió d'investidura celebrada el 21 de maig de 2021, va ser investit President de la Generalitat de Catalunya, elegit amb 74 vots afirmatius i 61 vots negatius. El 18 de gener de 2024, el partit el va tornar a confirmar com a candidat a les eleccions i ell mateix les va convocar per al 12 de maig de 2024.
El 13 de maig de 2024 anuncià la seva retirada de la primera línia política després dels mals resultats electorals d'Esquerra Republicana de Catalunya a les eleccions al Parlament de Catalunya de 2024.

## Joventut
Pere Aragonès és net de Josep Aragonès i Montsant, empresari hoteler i tèxtil, alcalde de Pineda de Mar durant el franquisme, i ja en democràcia després de la integració de Reforma Democràtica de Catalunya, de la que en va ser president, a Aliança Popular de Catalunya, també durant el període democràtic. El seu pare, Pere Aragonès Poch, fou regidor independent a la llista de Convergència Democràtica de Catalunya de Pineda de Mar entre 1991 i 1995. És net, per via materna, de l'Antonio i la Juana, que van arribar de Palomares, una pedania de Cuevas del Almanzora, a la Província d'Almeria. Alhora, és cosí germà del també polític Jordi Aragonès i Martínez.
Pere Aragonès va estudiar primària a l'escola concertada de la Mare de Déu del Roser de Pineda de Mar i secundària a l'Institut privat Montessori-Palau. Va estar vinculat al grup de teatre local fins als catorze anys. Posteriorment, es va llicenciar en Dret per la Universitat Oberta de Catalunya i va fer un Màster en Història Econòmica per la Universitat de Barcelona, ampliant estudis en polítiques públiques per al desenvolupament econòmic a la Kennedy School of Government de la Universitat Harvard. El 2021 va fer un programa de Doctorat en Història Econòmica a la Universitat de Barcelona, i treballava en una tesi sobre la política econòmica de la Mancomunitat de Catalunya. Ha treballat en un despatx d'advocats especialitzat en assessorament jurídic a empreses i administracions públiques, ha col·laborat com a investigador amb l'Institut Ignasi Villalonga d'Economia i Empresa, i com a docent a la Universitat de Perpinyà Via Domícia. El juny de 2017 es va casar amb Janina Juli i el març de 2019 va néixer la seva filla Clàudia.

## Trajectòria cívica
Ha participat en diverses entitats socials i culturals, com ara el Centre Cultural i Recreatiu de Pineda de Mar, l'Agrupament Escolta i Guia Montpalau de Pineda, la Plataforma Salvem la Vall de la Riera de Pineda de Mar i la Colla de Diables de les Forces Infernals de Poblenou a Pineda. Membre d'Òmnium Cultural, de Metges Sense Fronteres i de la Intersindical-CSC.

### Militància a JERC
Pere Aragonès afirma haver començat a prendre consciència política arran dels fets de l'Operació Garzón. Va entrar a militar a les Joventuts d'Esquerra Republicana de Catalunya (JERC) l'any 1998, i a ERC l'any 2000. Entre 1999 i 2007 formà part de la direcció nacional de les JERC. L'any 2003 fou escollit portaveu nacional de les JERC, responsabilitat per la qual seria reescollit el 2005. El mateix 2003 esdevindria membre de l'executiva nacional d'ERC del 2003, on desenvoluparia diferents responsabilitats fins al 2010.

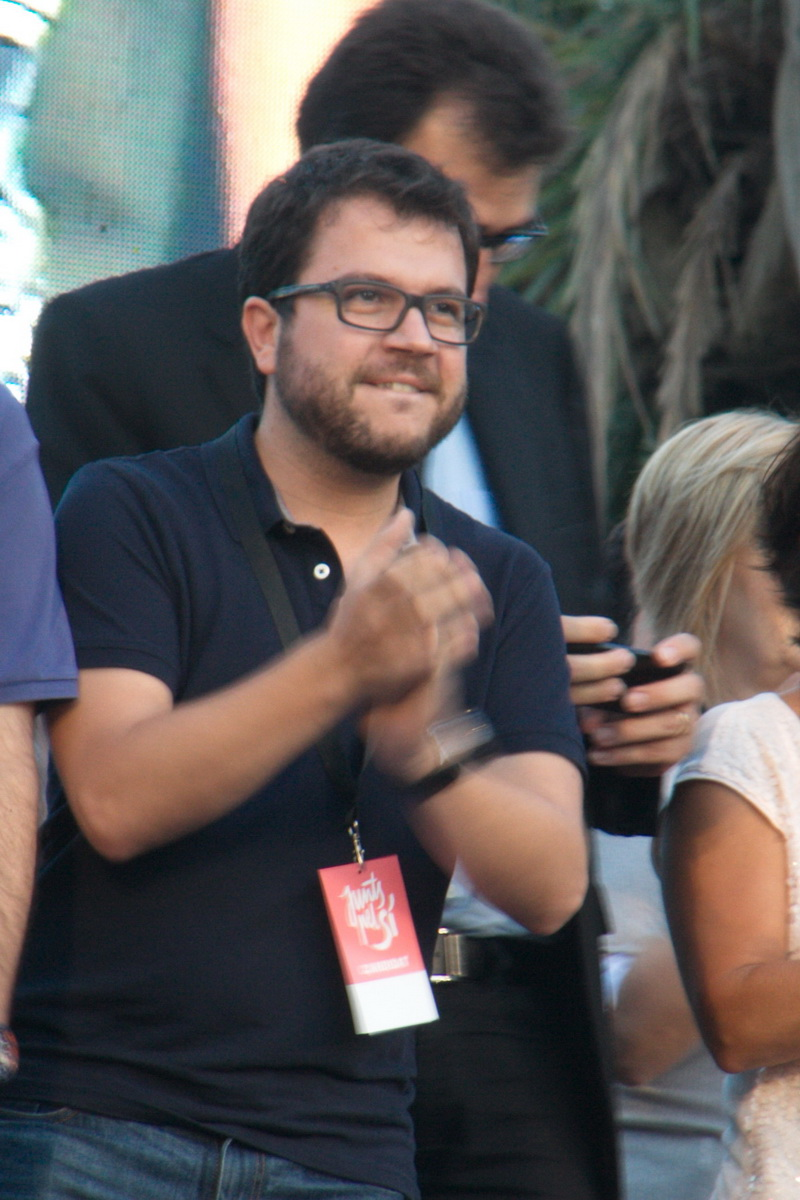
Aragonès en la presentació dels candidats de Junts pel Sí el 28 d'agost de 2015 a Barcelona

## Diputat al Parlament de Catalunya
L'any 2006 va ser elegit diputat al Parlament de Catalunya a les Eleccions al Parlament de Catalunya de 2006 formant part de les llistes d'ERC, en representació de les JERC. Anava de número 12 a les llistes per Barcelona, i Esquerra va obtenir-hi 11 diputats en aquella circumscripció, però quan Josep Huguet va ser nomenat conseller, Aragonès va entrar com a diputat. L'any 2007 no tornà a presentar-se per a la reelecció com a portaveu nacional de les JERC i passà el testimoni a Gerard Coca i Toledano. Durant la crisi del Congrés d'Esquerra de 2008, entre Carod-Rovira i Joan Puigcercós, Aragonès va donar suport a Puigcercós.
A les eleccions al Parlament de 2010 va ser escollit novament diputat, així com a les del 2012. Durant aquest període va ser ponent, entre d'altres, de la Llei pel Dret a l'Habitatge, la Llei de Mediació en l'Àmbit del Dret Privat, la Llei de Polítiques de Joventut, la Proposició de llei d'equitat impositiva per una sortida solidària de la crisi, la Proposició de llei de mesures en l'àmbit hipotecari, la Proposició de llei de mesures contra el sobreendeutament personal i familiar i de protecció enfront de procediments d'execució que afecten l'habitatge habitual, la Proposició de llei de publicació de les balances fiscals i la Llei de consultes populars per via de referèndum, en què va ser el diputat relator de la ponència i va dirigir els treballs parlamentaris. En la Desena legislatura de la Catalunya autonòmica (2012-2015), va ser el portaveu adjunt del grup parlamentari d'ERC, esdevenint el seu portaveu a la comissió d'Economia, Finances i Pressupost, i negociant l'acord d'estabilitat entre Esquerra i Convergència.
A les eleccions municipals del 2011, va encapçalar la candidatura d'ERC-Junts x Pineda a l'Ajuntament de Pineda de Mar, amb les quals el partit va passar d'1 a 2 regidors. A les eleccions municipals del 2015, va tornar a presentar-se a l'alcaldia, obtenint 5 regidors i esdevenint la segona força política al consistori.
El gener del 2016 fou nomenat secretari d'Economia, dins la macronselleria del vicepresident Oriol Junqueras, càrrec que ostentaria durant l'onzena legislatura, la del Govern de Catalunya 2016-2017.

### Conselleria i vicepresidència
Després de les eleccions al Parlament de 2017, convocades el president del govern espanyol Mariano Rajoy el 27 d'octubre dins del marc de l'aplicació de l'Article 155 de la Constitució Espanyola, poc temps després que el Parlament de Catalunya declarés la independència, el seu nom aparegué com a possible conseller d'Economia. El gener de 2018, a la presó d'Estremera, Oriol Junqueras li va dir «si li passa alguna cosa a Marta Rovira, et toca a tu». Un mes després, Rovira marxaria a l'exili. El 22 de març del 2018 Aragonès fou elegit adjunt a la presidència d'ERC, en substitució d'Anna Simó. Una de les seves primeres mesures com a cap visible d'ERC fou el nomenament de Marta Vilalta com a nova portaveu del partit.
El maig de 2018, Aragonès fou nomenat conseller i vicepresident del govern de Quim Torra. Després de tres anys de pròrroga, el seu departament va aconseguir els pressupostos de la Generalitat del 2020 i va haver de fer front a diferents modificacions pressupostàries per fer front a les necessitats de la pandèmia de la COVID-19. Sota el seu mandat, es va aprovar el Pla de prevenció i reducció del frau fiscal i de foment de les bones pràctiques tributàries 2019-2022, i es va acordar amb el govern espanyol la retirada supervisió econòmica i financera extraordinària que havia imposat el desembre de 2015. Tanmateix, no es van crear el Consell Fiscal de Catalunya ni l'Institut d'Estudis Tributaris, com s'hi havia compromès el govern.
El 15 de març de 2020 Aragonès va anunciar a través de Twitter que havia contret la COVID-19. El 30 de setembre va passar a assumir les funcions de president de la Generalitat de Catalunya d'un govern en funcions, després de la inhabilitació de Quim Torra dictada pel Tribunal Suprem per desobeir l'ordre de la Junta Electoral Central de retirar una pancarta a favor dels presos polítics del balcó del Palau de la Generalitat de Catalunya abans de les eleccions generals espanyoles d'abril de 2019.
Amb les noves funcions, va anunciar el 29 d'octubre, juntament amb la consellera de Presidència Meritxell Budó, el tancament perimetral de Catalunya i un confinament municipal els caps de setmana per fer front a la pandèmia.

## President de la Generalitat
El 7 de novembre de 2020 va anunciar la seva intenció de ser el candidat d'ERC a les eleccions al Parlament de Catalunya de 2021, fet que es va confirmar el 20 de novembre del mateix mes.
La seva candidatura va aconseguir 603.607 vots (21,30%), cosa que va representar 33 escons al Parlament. En aquestes eleccions per primera vegada a la història, l'independentisme va superar el 50% dels vots. En la mateixa nit electoral va demanar un referèndum pactat a Pedro Sánchez i va proposar un «govern ampli» que agrupés Junts, la CUP i En Comú Podem. Els dies 26 i 30 de març de 2021, Pere Aragonès es va sotmetre al debat d'investidura sense obtenir la majoria absoluta en la primera volta ni la relativa en la segona, ja que els diputats de JuntsxCat s'hi va abstenir en no haver arribat al pretès acord de govern. Els dos cops va assolir 42 vots a favor, sumant als d'ERC els de la CUP, per 61 en contra de la resta de partits.
Finalment, a la sessió d'investidura celebrada el 20 i 21 de maig de 2021, fou investit President de la Generalitat de Catalunya, amb 74 vots afirmatius contra 61 vots negatius. Aragonès retornava, així, la presidència de la Generalitat a mans d'Esquerra Republicana, 41 anys després de Josep Tarradellas.

### Obra de govern
Aragonès, considerat un "independentista pragmàtic", va accedir al càrrec de president amb 38 anys i va conformar un govern de coalició entre Esquerra Republicana de Catalunya i Junts per Catalunya, el primer paritari de la història de la institució, amb 14 conselleries.
Una de les primeres mesures que va prendre va ser abaixar-se el sou de president en un 15%. En el discurs d'investidura va desgranar els seus grans objectius de legislatura: el rescat social i la reconstrucció socioeconòmica del país, impulsar quatre grans transformacions (la social, la verda, la feminista i la democràtica), aconseguir l'amnistia per posar fi a la causa general contra l'independentisme, i exercir el dret a l'autodeterminació.
L'acció del govern Aragonès va amortir les polítiques independentistes per ampliar la base de suport i canviar l'actitud del govern i els poders fàctics de l'Estat espanyol envers les demanades independentistes mitjançant una taula de diàleg, que va obtenir uns escassos resultats.

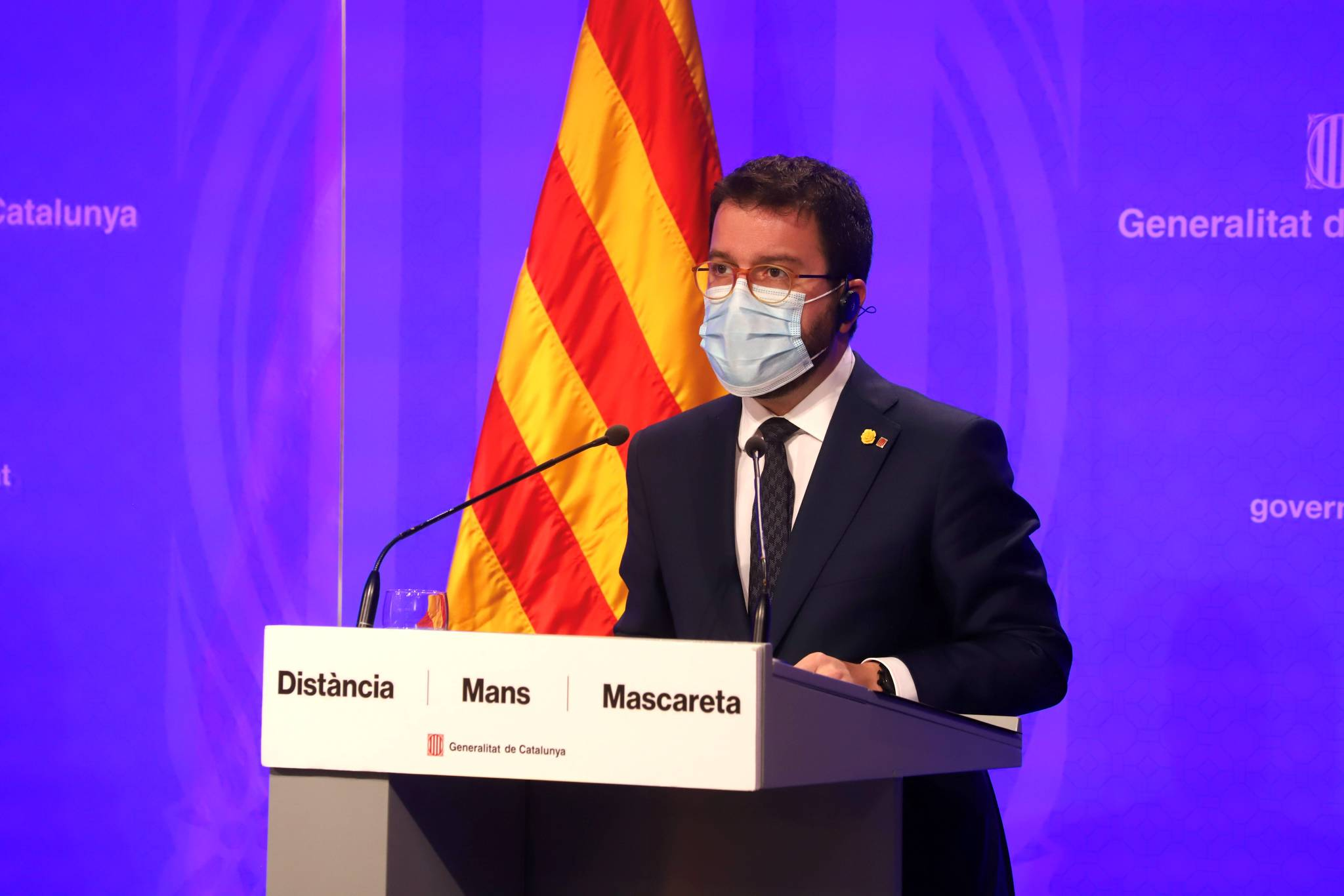
Pere Aragonès anuncia el tancament perimetral de Catalunya i un confinament municipal els caps de setmana per fer front a la pandèmia de COVID-19, el 29 d'octubre de 2020

Durant els primers mesos de govern, va haver de gestionar el final de les restriccions de la Pandèmia de COVID-19. El 28 de setembre de 2021, anuncià la gratuïtat de l'últim any de l'escola bressol, com a primer pas cap a la gratuïtat total de l'educació infantil a Catalunya.
El seu govern va haver de fer front a la polèmica pels processos d'estabilització de la Generalitat de Catalunya, les Vagues dels sindicats d'educació i sanitaris, la crisi a les per l'assassinat d'una funcionària de presons per part d'un pres, o la lluita contra la sequera, i el 20 de febrer de 2024, anuncia 1.045 milions d'euros per lluitar contra la sequera en els pressupostos del mateix any.

### Traspàs de Rodalies de Catalunya i altres traspassos
Tal com ja havien fet els executius anteriors, el govern de Pere Aragonès va reclamar l'anomenat traspàs de Rodalies de Catalunya des del principi. El novembre de 2023, es tancava un acord que possibilitava el que va ser anomenat com a "traspàs integral". L'acord preveia la creació d'una nova empresa pública anomenada Rodalies Catalunya que en un futur assumiria el personal i els trens de Renfe Operadora a Catalunya. Aquesta empresa hauria de tenir una representació paritària entre l'Estat i la Generalitat, tot i que l'última tindria vot de qualitat a través de la presidència. Per altra banda, l'acord també preveia que les infrastructures d'Adif serien traspassades a l'ens de la Generalitat Infraestructures Ferroviàries de Catalunya, Ifercat.
Durant el mandat d'Aragonès, i paral·lelament a l'anomenada taula de diàleg en què es negociava una solució al conflicte polític, es va reactivar la Comissió Bilateral prevista a l'Estatut d'Autonomia de 2006 entre la Generalitat i el govern Espanyol, la qual es va reunir diverses vegades. La Generalitat demanava el traspàs de les beques, algunes carreteres i l'ingrés mínim vital. Aquestes negociacions, però, van avançar amb moltes dificultats.

### Conflicte polític entre Catalunya i Espanya
La legislatura va estar marcada des del principi pel desgel de les relacions entre la Generalitat de Catalunya i el Govern d'Espanya, després del període de més alt voltatge del conflicte polític entre ambdues institucions durant el procés. Cal tenir en compte que l'anterior president, Joaquim Torra, havia estat inhabilitat i, en conseqüència, destituït del càrrec per sentència judicial; i que l'antecessor de Torra i el seu vicepresident, Carles Puigdemont i Oriol Junqueras, eren encara en aquell moment a l'exili i a la presó, respectivament.
El 7 de juny de 2021, Aragonès defensà públicament reprendre el diàleg i la negociació amb el govern d'Espanya. El 16 de juny de 2021, en un acte al Cercle d'Economia, va coincidir públicament amb Felip VI d'Espanya per primera vegada. Dos dies més tard, es va trobar amb l'expresident Carles Puigdemont a Waterloo i van comparèixer conjuntament davant la premsa. El 22 de juny, després que el govern espanyol hagués concedit els indults als presos polítics del procés, feu una declaració institucional en què afirmà que els indults eren insuficients i reivindicà un referèndum acordat. El 27 de juny, sopà amb Felip VI d'Espanya en la inauguració del Mobile World Congress. L'endemà, va rebre oficialment els presos polítics del procés ja indultats al Palau de la Generalitat de Catalunya. El 29 de juny, es trobà amb el president d'Espanya Pedro Sánchez al Palau de la Moncloa, en una trobada en què van anunciar una pròxima reunió prevista pel setembre de l'anomenada taula de diàleg i negociació per avançar en la resolució del conflicte polític, malgrat les "posicions allunyades" d'ambdós governs. Era la primera trobada oficial entre un President de la Generalitat de Catalunya i un President d'Espanya des de l'esclat del procés, el 2017.
El 15 de setembre de 2021, es trobà per segona vegada amb Pedro Sánchez, al Palau de la Generalitat; en aquesta ocasió, el president espanyol declararia que "ni el referèndum ni l'amnistia son possibles" però es mostrà esperançat d'arribar a una posició pactada. El 24 de setembre, després de la detenció de l'expresident Carles Puigdemont a Sardenya, Aragonès expressà la "més enèrgica condemna" i immediatament viatjà fins a l'Alguer per trobar-s'hi i donar-li suport. Puigdemont va acusar el govern de Pedro Sánchez de tenir "interès" en aquella detenció, però Pere Aragonès, tot i ademtre que la detenció no ajudava, va responsabilitzar-ne la cúpula judicial i l'anomenat deep state, va advocar de nou per una solució política i dialogada al conflicte i va dir que, després dels indults, faria falta una llei d'amnistia. Pocs dies després, en una entrevista al diari argentí La Nación, va assegurar que el procés de negociació "culminarà en una Catalunya independent" reconeguda per la Unió Europea iEspanya. Malgrat tot, al febrer de 2022, i enmig de l'ambient enrarit per les males relacions entre Junts i Esquerra Republicana de Catalunya, La Moncloa va refredar les expectatives respecte dels avenços en les negociacions amb la Generalitat a la qual cosa, Aragonès, va demanar gestos més clars al govern de Pedro Sanchez i va redoblar la pressió anucniant que rebutjava assistir a la conferència de presidents autonòmics que s'havia de celebrar aquell mateix mes a les illes Canàries, i a la qual finalment va anar bo i rebutjant aparèixer a la foto amb el rei Felip VI d'Espanya.
Les relacions entre la Generalitat i la Moncloa es van tensar encara més arran de l'escàndol de ciberspionatge anomenat catalangate, durant el qual Aragonès va arribar a amenaçar de suspendre les relacions entre ambdós governs. El 4 de maig de 2022 Aragonès acusa Pedro Sanchez de "dinamitar la via del diàleg" amb la gestió del govern espanyol pel cas d'espionatge amb el programari Pegasus. El punt d'inflexió arriba el 6 de maig, en què amdós mandataris rebaixen la tensió i s'emplacen a una reunió (que encara tardaria dos mesos i mig a arribar). El dia abans, la directora del CNI, Paz Esteban, admetia públicament haver espiat Aragonès i l'entorn de Puigdemont, amb autorització judicial; al cap de pocs dies, és destituïda. El 18 de maig, Aragonès es reuneix per tercera vegada amb Carles Puigdemont, aquesta vegada al Parlament Europeu, a Brussel·les. Pocs dies després, es fa públic que l'execució de la inversió que l'Estat havia pressupostat per a Catalunya el 2021 havia estat de menys del 36%. El desgel arriba el 22 de juny, quan el ministre de Presidència, Félix Bolaños, anuncia una cimera Sánchez-Aragonès, encara sense una data concreta; pocs dies després, es deixen fotografiar en actitud cordial en un acte de Pimec al Camp Nou.
Finalment, el 15 de juliol, Sánchez i Aragonès es troben a la Moncloa i acorden recuperar la taula de diàleg, la qual es reuneix públicament el 27 de juliol següent. D'aquesta reunió en trascendeixen alguns acords per la protecció del català i es comença a explorar l'anomenada "desjudicialització" del conflicte polític entre Catalunya i Espanya, amb la vista posada a una llei d'amnistia. En el discurs de la Diada d'aquell any, Aragonès reivindica de nou el diàleg i la negociació amb l'Estat espanyol com a via per fer tornar el conflicte a la política, i assegura que Catalunya "tornarà a votar" el seu futur.
El 14 de març de 2024, s'aprovà al Congrés dels Diputats la Llei orgànica d'amnistia per a la normalització institucional, política i social a Catalunya, coneguda com la llei d'amnistia.

### Llengua catalana
La promoció de la llengua catalana també va ser una de les línies de l'acció de govern des del començament. Durant el seu mandat, es van refer i ampliar els consensos per incrementar l'ús social del català, es va reforçar i defensar públicament el model d'escola catalana, es va portar a terme la renovació de la imatge i els continguts de la Tv3 i Catalunya Ràdio, amb la nova marca 3Cat i la plataforma EVA, es va doblar el contingut en català a les plataformes digitals, es va impulsar l'ús del català a les autoescoles, es va crear una nova línia d'ajuts als videojocs, al cinema i a la música en català. També es va impulsar i internacionalitzar el projecte AINA, es va aconseguir utilitzar el català al Congrés dels Diputats i es va aprovar la llei de l'audiovisual, que a partir d'aquell moment obligava les plataformes de continguts a destinar el 3,5% dels seus ingressos a l'Estat espanyol a produccions estatals, un 15% de les quals en llengües oficials diferents al castellà. La norma preveia també la creació d'un fons per doblar i subtitular sèries i pel·lícules en català, gallec i basc.

### Acció exterior
El 13 de juliol de 2021, rebia al Palau de la Generalitat el cap de govern d'Andorra, Xavier Espot; feia 12 anys que no es pdouïa una trobada entre els mandataris d'ambdós territoris. Sis mesos després, Aragonès retornaria aquesta visita a Andorra, i anunciaria l'obertura d'una delegació del Govern de la Generalitat al Principat.
El 7 de novembre de 2021 del mateix any, viatjà a Glasgow on es trobà amb la primera ministra d'Escòcia, Nicola Sturgeon, en el marc de les trobades paral·leles a la cimera mundial COP26. Poques setmanes més tard, a París, va signar un acord de cooperació amb la Unesco.
Al gener de 2022, la Generalitat recupera la interlocució directa amb la Comissió Europea, la qual s'havia truncat a causa dels fets de l'octubre de 2017. Nou mesos més tard, durant l'escàndol del catalangate, Aragonès va escenificar definitivament aquesta represa de relacions amb les institucions europees, i viatjà a Brussel·les, on es va reunir amb el comissari europeu de Justícia, Didier Reynders i el comissari de Mercat Interior, Thierry Breton. Al març de 2022, viatjà a Stuttgart i Berlín, un viatge en què es trobà amb el ministre president de Baden-Württemberg, Winfried Kretschmann (dels Verds alemanys). El 30 d'agost de 2022, Aragonès defensa un referèndum pactat davant la patronal francesa MEDEF.
Des del primer moment Aragonès va fixar una posició alineada amb la Unió Europea, respecte la guerra russo-ucraïnesa, des va mostrar a favor de la integritat territorial d'Ucraïna, va condemnar la invasió i va defensar el retorn a la via diplomàtica. El 3 de març de 2022, va presidir un acte amb el cònsol ucraïnès, Artem Vorobyov, i altres representants diplomàtics i de la UE; en acabar van penjar una pancarta a la façana del Palau de la Generalitat amb el lema "Catalunya amb Ucraïna. Per la pau, la llibertat i els drets humans".
Arran del canvi de posició del govern espanyol respecte del Conflicte del Sàhara Occidental, Aragonès s'hi va mostrar en contra i va demanar una rectificació.
El març de 2023 va fer una gira per Colòmbia, l'Argentina, Xile i l'Uruguai, on es va reunir amb l'expresident José Mujica.

### Trencament de la coalició de govern amb Junts
La legislatura va estar marcada des del principi per les males relacions entre els dos socis de govern (ERC i Junts). En aquell moment, l'expresident Carles Puigdemont encara estava en contra d'una solució negociada amb l'Estat espanyol i això va crear moltes tensions entre les dues forces polítiques. Les desavinences, però, no eren només sobre l'estratègia independentista i els constants qüestionaments de Junts a l'anomenada taula de diàleg, sinó també per polèmiques com la de la retirada de l'escó al diputat Pau Juvillà, la condemna a Laura Borràs a quatre anys i mig de presó per prevaricació i falsedat documental, l'intent per part de Junts de rehabilitar la figura de Jordi Pujol, la defensa de la immersió lingüística, la conveniència de mantenir l'impost de successions, el projecte d'ampliació de l'aeroport del Prat o el projecte de Hard Rock a Salou (un projecte que, paradoxalment, també va portar al final aburpte de la legislatura).
La tensió va agumentar més a partir del segon any de legislatura. El 15 de febrer de 2022, Aragonès va pronunciar una conferència a la sala oval del MNAC amb l'objectiu de refer ponts entre l'independentisme, però no ho va aconseguir; Carles Puigdemont va exigir "respecte" a l'estratègia de l'exili i Junts va reclamar explicacions sobre el vincle entre els indults i la negociació amb l'Estat. Olorant ja la trencadissa, el líder del PSC Salvador Illa va oferir estabilitat parlamentària a Aragonès. Tres dies més tard, Puigdemont reptava Aragonès a donar suport a un sistema de diplomàcia internacional paral·lela a la del Govern de la Generalitat, la qual cosa va generar molt malestar a les files d'ERC. El 23 de febrer, el portaveu Junts al Parlament, Albert Batet, va acusar el govern Aragonès d'"enganyar la ciutadania" arran de la reunió de la comissió bilateral entre la Generalitat i la Moncloa que hi havia hagut uns dies abans. Al març, unes declaracions de Gabriel Rufián al Congrés dels Diputats van tensar encara més la corda. Rufián va carregar contra les relacions entre Carles Puigdemont i Rússia, utilitzant el símil "senyorets que es passejaven per Europa amb la gent equivocada i que es creien James Bond", el qual va ofendre molt Junts. Al juny, Rufián tornava a incendiar la palestra independentista amb unes altres afirmacions sobre Puigdemont que li van valer fins i tot una reprimenda pública d'Aragonès. En aquell moment, la ponència política de Junts ja obria a porta "liquidar" la taula de diàleg i a sortir del govern, també amb el suport explícit de l'Assemblea Nacional Catalana (ANC). Amb tot, a finals de mes, Junts posa encara noves condicions per asseure's a la taula de dièleg, malgrat titllar-la de "fracàs". A mig juliol, Junts tanca el seu congrés ordinari amb l'aprovació d'un full de ruta que l'allunya encara més d'Esquerra Republicana, i obre la possibilitat d'una consulta a la militància sobre la continuïtat a l'executiu malgrat en descarta la "sortida immediata". Aquell agost, el setmanari el Triangle atribueix a l'entorn de Junts una campanya de desprestigi personal contra Pere Aragonès. El malestar d'Aragonès pel suport de l'ANC a les tesis de Junts i la divisió dins l'independentisme es fa evident per la Diada d'aquell any, a la manifestació de la qual no hi van partitipar ni ell ni els principals dirigents d'Esquerra Republicana, entre acusacions creuades. L'endemà trascendeix que Jordi Turull i Aragonès havien estat negociant com es podia salvar al govern de coalició.

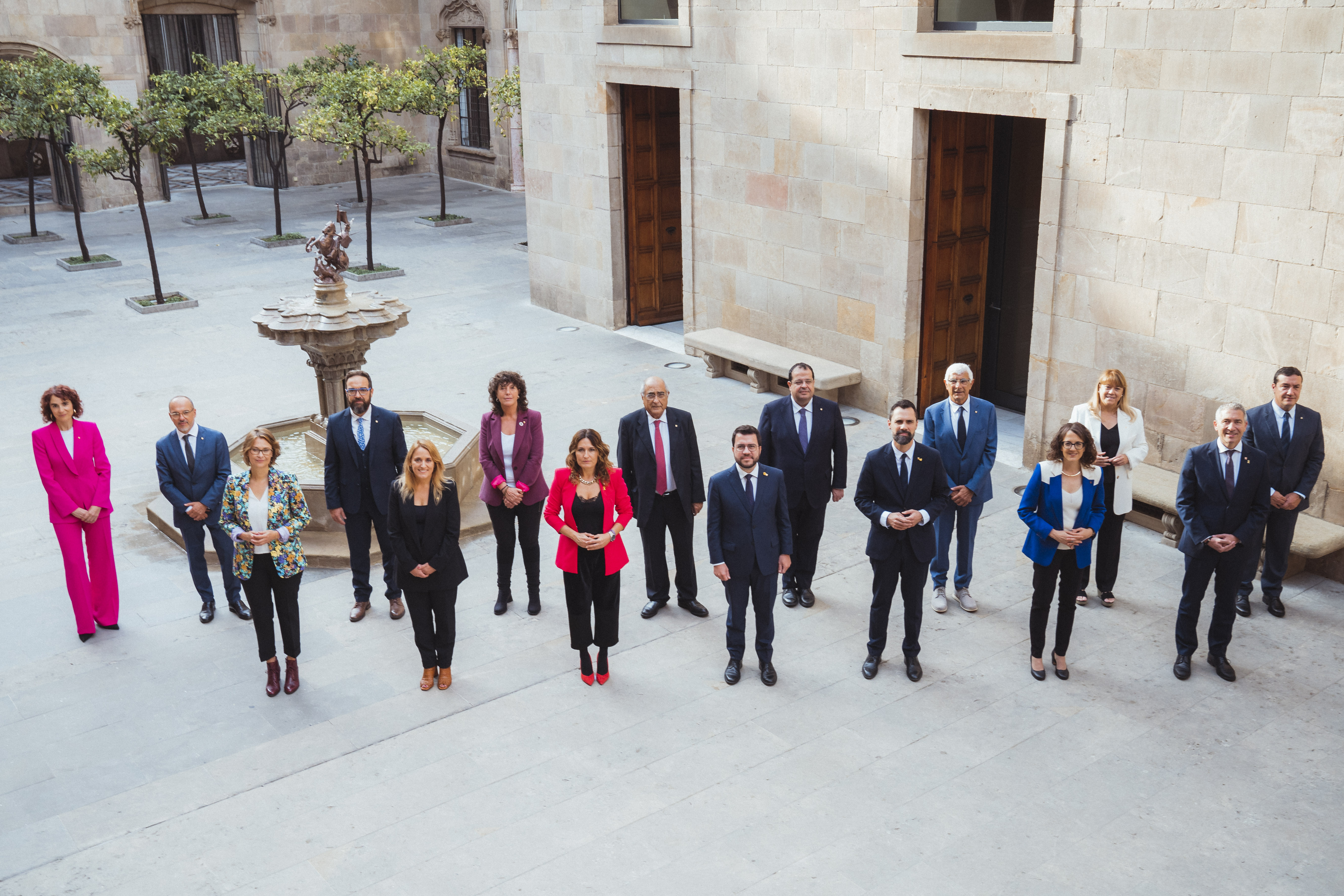
Govern de Catalunya en 2022, en solitari d'Esquerra, després de la sortida dels consellers de Junts

El 7 d'octubre de 2022, Junts decidia sortir del govern de la Generalitat i deixar a ERC governant en solitari.

### Convocatòria d'eleccions

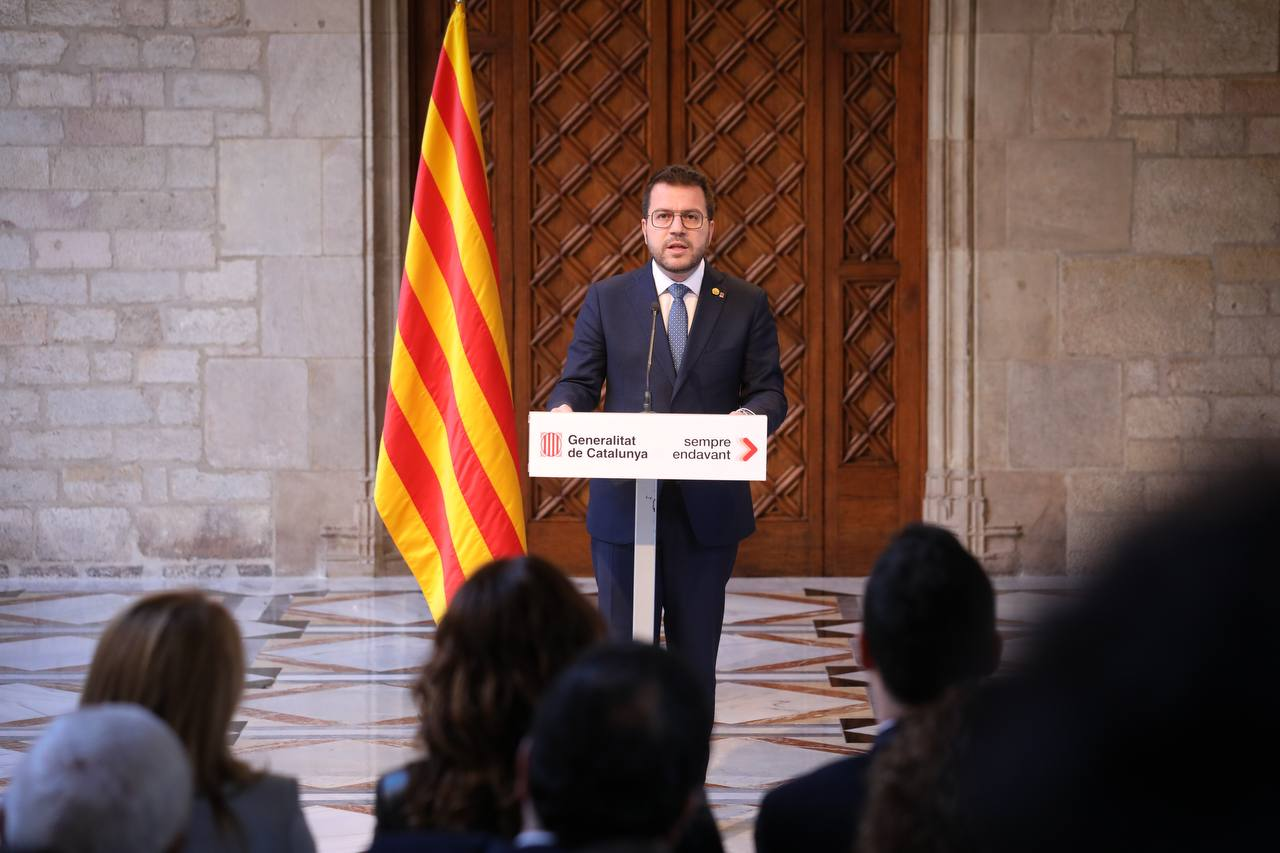
Pere Aragonès anuncia la convocatòria avançada d'eleccions per al 12 de maig de 2024, després del rebuig al projecte de pressupostos de 2024

El govern no va poder tirar endavant els pressupostos del 2024 per l'oposició de tots els grups menys els del PSC, Esquerra i una diputada no adscrita, perquè tot i que havia estat intentant aconseguir el suport de Catalunya en Comú i Junts per Catalunya els dies anteriors, els desacords sobre el projecte del Hard Rock Entertainment World al primer cas (i que era requisit per al PSC), i sobre la supressió de l'impost de successions al segon, ho van impedir. El 13 de març de 2024, en prosperar les esmenes a la totalitat de Comuns i de Junts, Pere Aragonès va convocar les eleccions al Parlament de Catalunya de 2024 per al 12 de maig.

### Fracàs en les eleccions i retirada de la política
ERC es va enfonsar a les eleccions al Parlament de Catalunya de 2024 perdent tretze escons i quedant-se amb vint i el 13 de maig de 2024, l'endemà de les eleccions, Aragonès anuncià que no recolliria l'acta de diputat del Parlament de Catalunya i que abandonava la primera línia política, centrant els seus esforços a "facilitar una transició des del govern en funcions fins a l'elecció d'un de nou" i també en el seu rol de coordinador nacional després del cicle electoral i dels mals resultats obtinguts a les darreres eleccions. Aragonès es va mantenir en funcions en el càrrec.

## Publicacions
- 2014 - Les #cosesdelBOE i el filòsof de butxaca: la mà foradada (coescrit amb Andreu Mas. Nemobooks, 2014)